# Ophiostegastus instratus
Ophiostegastus instratus är en ormstjärneart som beskrevs av Murakami 1944. Ophiostegastus instratus ingår i släktet Ophiostegastus och familjen Ophiodermatidae. Inga underarter finns listade i Catalogue of Life.